# Трикомо
Трикомо или Залово (на гръцки: Τρίκωμο; катаревуса:  Τρίκωμον, Трикомон; до 1927 година Ζάλοβο, Залово) е село в Република Гърция, дем Гревена, област Западна Македония.

## География
Селото е разположено на 780 m надморска височина на 20-ина километра югозападно от град Гревена. Простира се от лявата (северната) страна на река Венетикос. На три километра на юг от селото река Венетикос се прекосява по красив османски каменен мост, а няколко километра по надолу по реката има втори каменен мост - Азизаговият мост.

## История

### В Османската империя
В края на XIX век Залово е гръцко християнско село в югозападната част на Гревенската каза на Османската империя. В 1854 година Залово има 50 семейства, в 1859 - 768 жители, а в 1885 - 780 жители. Според статистиката на Васил Кънчов през 1900 година в Залово живеят 300 гърци.
На Етнографската карта на Битолския вилает на Картографския институт в София от 1901 година Зелево (Залово) е чисто помашко (гръцко мохамеданско) село в Гревенската каза на Серфидженския санджак с 36 къщи. Същевременно Зелено е чисто гръцко село в Гревенската каза на Серфидженския санджак с 16 къщи.
Според статистика на Серфидженския санджак на гръцкото консулство в Еласона от 1904 година в Заловон (Ζάλοβον), Гревенска каза, живеят 375 гърци елинофони християни.
На 1 километър северно от селото край едноименната чешма е църквата „Свети Атанасий“ от 1861 година. На 6,5 km от селото до реката е църквата „Света Параскева“ от 1900 година.

### В Гърция
През Балканската война в 1912 година в селото влизат гръцки части и след Междусъюзническата в 1913 година Залово влиза в състава на Кралство Гърция.
През 1927 година името на селото е сменено на Трикомо.
В 1944 година германските окупационни сили изгарят енорийския храм на селото „Свети Георги“ (с неизвестна датировка), който по-късно е възстановен.
Населението произвежда жито и картофи, като се занимава частично и със скотовъдство.
| Име              | Име             | Ново име       | Ново име        | Описание                  |
| ---------------- | --------------- | -------------- | --------------- | ------------------------- |
| Мост на Азиз ага | Γέφυρα Ἀζίζ Ἀγά | Гефира Трикому | Γέφυρα Τρικώμου | каменен мост на Венетикос |

| Година    | 1913 | 1920 | 1928 | 1940 | 1951 | 1961 | 1971 | 1981 | 1991 | 2001 | 2011 | 2021 |
| --------- | ---- | ---- | ---- | ---- | ---- | ---- | ---- | ---- | ---- | ---- | ---- | ---- |
| Население | 568  | 478  | 634  | 651  | 461  | 416  | 237  | 202  | 209  | 127  | 116  | 56   |

През последния уикенд на август в Трикомо се провежда тридневен празник на местното вино. Църковни събори се организират на Гергьовден и на Атанасовден.

## Личности
Родени в Трикомо
- Димитриос Цакнакис (р. 1957), гръцки полицай